# Кунев, Кирил
Кирил Иванов Кунев (род. 19 апреля 1968, Гылыбово) — болгарский и австралийский тяжелоатлет, чемпион Болгарии (1989), чемпион Европы (1989), чемпион мира (1989). Заслуженный мастер спорта Болгарии (1989).

## Биография
Кирил Кунев родился 19 апреля 1968 года в Гылыбово. Начинал заниматься тяжёлой атлетикой в спортивном училище имени Тодора Каблешкова города Стара-Загора под руководством Желязко Иванова, окончил училище в 1987 году. Наиболее значимых успехов добивался в 1989 году, когда после победы на чемпионате Болгарии был включён в состав сборной страны на чемпионате мира и Европы в Афинах и завоевал золотые награды этих соревнований. В 1990 году становился призёром чемпионата Европы в Ольборге и чемпионата мира в Будапеште. 
В 1991 году переехал в Австралию. В 1993 году дебютировал в сборной этой страны на чемпионате мира в Мельбурне и выиграл бронзовую медаль. В 1994 и 1998 годах был победителем Игр Содружества. В 1996 году и 2000 годах представлял Австралию на Олимпийских играх в Атланте и Сиднее, показав соответственно 4 и 14 результат.
В Болгарии выступал за клубы ЦСКА и «Аполон» (Стара-Загора), в Австралии — за «Хоторн». 
В 2002 году завершил свою спортивную карьеру и вернулся в Болгарию. С 2011 года занимается тренерской деятельностью в мексиканском городе Пуэбла.

## Спортивные результаты
| Год  | Соревнование                 | Место проведения | Весовая категория | Рывок    | Толчок   | Сумма двоеборья | Место |
| ---- | ---------------------------- | ---------------- | ----------------- | -------- | -------- | --------------- | ----- |
| 1988 | Чемпионат мира среди юниоров | Афины            | до 82,5 кг        | 170 кг   | 207,5 кг | 377,5 кг        | 1     |
| 1989 | Чемпионат Болгарии           | Толбухин         | до 82,5 кг        |          |          | 360 кг          | 1     |
| 1989 | Чемпионат мира               | Афины            | до 82,5 кг        | 172,5 кг | 212,5 кг | 385 кг          | 1     |
| 1989 | Чемпионат Европы             | Афины            | до 82,5 кг        | 172,5 кг | 212,5 кг | 385 кг          | 1     |
| 1990 | Чемпионат Европы             | Ольборг          | до 82,5 кг        | 170 кг   | 200 кг   | 370 кг          | 2     |
| 1990 | Чемпионат мира               | Будапешт         | до 82,5 кг        | 165 кг   | 195 кг   | 360 кг          | 3     |
| 1991 | Чемпионат Австралии          | Перт             | до 82,5 кг        | 157,5 кг | 193 кг   | 350,5 кг        | 1     |
| 1993 | Чемпионат мира               | Мельбурн         | до 83 кг          | 165 кг   | 207,5 кг | 372,5 кг        | 3     |
| 1994 | Чемпионат Океании            | Гуам             | до 83 кг          |          |          | 335 кг          | 1     |
| 1994 | Игры Содружества             | Виктория         | до 83 кг          | 152,5 кг | 200 кг   | 352,5 кг        | 1     |
| 1994 | Чемпионат мира               | Стамбул          | до 83 кг          | 162,5 кг | 200 кг   | 362,5 кг        | 10    |
| 1995 | Чемпионат мира               | Гуанчжоу         | до 83 кг          | 160 кг   | 197,5 кг | 357,5 кг        | 8     |
| 1996 | Летние Олимпийские игры      | Атланта          | до 83 кг          | 172,5 кг | 200 кг   | 372,5 кг        | 4     |
| 1997 | Чемпионат мира               | Чиангмай         | до 91 кг          | 160 кг   | 200 кг   | 360 кг          | 8     |
| 1998 | Чемпионат Океании            | Науру            | до 94 кг          |          |          | 367,5 кг        | 1     |
| 1998 | Игры Содружества             | Куала-Лумпур     | до 94 кг          | 165 кг   | 205 кг   | 370 кг          | 1     |
| 1998 | Чемпионат мира               | Лахти            | до 94 кг          | 170 кг   | 205 кг   | 375 кг          | 8     |
| 1999 | Чемпионат Болгарии           | Асеновград       | до 94 кг          |          |          | 375 кг          | 2     |
| 1999 | Чемпионат Океании            | Мельбурн         | до 94 кг          |          |          | 352,5 кг        | 1     |
| 1999 | Чемпионат мира               | Афины            | до 94 кг          | —        | —        | —               | —     |
| 2000 | Летние Олимпийские игры      | Сидней           | до 94 кг          | 170 кг   | 205 кг   | 375 кг          | 14    |